# Frontera entre Chad y Níger
La frontera entre Níger y Chad es la línea fronteriza en sentido norte-sur que separa el oeste de Chad del oeste de Níger, al norte del África Central. Tiene 1.175 km de longitud. De norte a sur, esta frontera comienza en la triple frontera de ambos países con Libia, en el extremo oeste de la franja de Aouzou y al oeste de la región del Tibesti, y termina en la triple frontera entre ambos estados con Nigeria, unos 100 km al noroeste del lago Chad.